# Prek Cali
Prek Cali född 29 juli 1872 i Vermosh Osmanska riket, död 25 mars 1945 i Shkodra i FR Albanien, var en albansk stam-ledare och befälhavare i första och andra världskriget.
Cali föddes i Vermosh, och tillhörde Kelmendistammen. Han deltog i de albanska revolten 1908 och 1911 mot Osmanerna.
I början av andra världskriget hade han 1000-1200 män under hans befäl. 1941, tog Hans styrkor kontroll över Plav och Gusinje, men tappa det efter att de italienska styrkorna ockuperat området.
I augusti 1941, deltog Cali och hans män i den italienska motoffensiven mot Montenegro. Den italienska generalen Alessandro Pirzio Biroli rapporterade att de albanska styrkorna från Vermosh ledda av Cali stödde divisionen Venezia som avancerade från Podgorica till Kolasin och Andrijevica och ockupera dem trots våldsamt motstånd.
I slutet av kriget avrättades han av kommunisterna.